# Josh Liebenow
Josh Liebenow (* 8. August 1980 in White Bear Lake, Minnesota) ist ein ehemaliger US-amerikanischer Eishockeyspieler, der zuletzt bei den Tilburg Trappers in der Eredivisie aktiv war. Liebenow war Rechtsschütze und agierte als rechter Flügelstürmer.

## Karriere
Josh Liebenow begann seine Karriere 2001 an der University of Wisconsin-Superior in der National Collegiate Athletic Association in den Vereinigten Staaten. Über Zwischenstationen bei den Miami Manatees und den Huntsville Havoc gelangte er 2005 in die ECHL zu den Bakersfield Condors, bei denen er in seiner zweiten Saison zum viertbesten Scorer avancierte. 2007 kam er nach Deutschland zu den Eispiraten Crimmitschau und wurde auf Anhieb bester Torschütze und zweitbester Scorer des Teams. Nach zwei Saisons bei den Westsachsen wechselte er zum niederländischen Erstligisten Tilburg Trappers, für die er bis zum Saisonende 2010/11 spielte und mit diesen er den Beker Cup, den niederländischen Pokalwettbewerb, gewann. Im März 2011 erklärte Liebenow seine Spielerkarriere für beendet.

## Erfolge und Auszeichnungen
- 2011 Beker-Cup-Gewinn mit den Tilburg Trappers

## Karrierestatistik
(Legende zur Spielerstatistik: Sp oder GP = absolvierte Spiele; T oder G = erzielte Tore; V oder A = erzielte Assists; Pkt oder Pts = erzielte Scorerpunkte; SM oder PIM = erhaltene Strafminuten; +/− = Plus/Minus-Bilanz; PP = erzielte Überzahltore; SH = erzielte Unterzahltore; GW = erzielte Siegtore; 1 Play-downs/Relegation; Kursiv: Statistik nicht vollständig)